# Brauerei Schlösser (Gebäude)

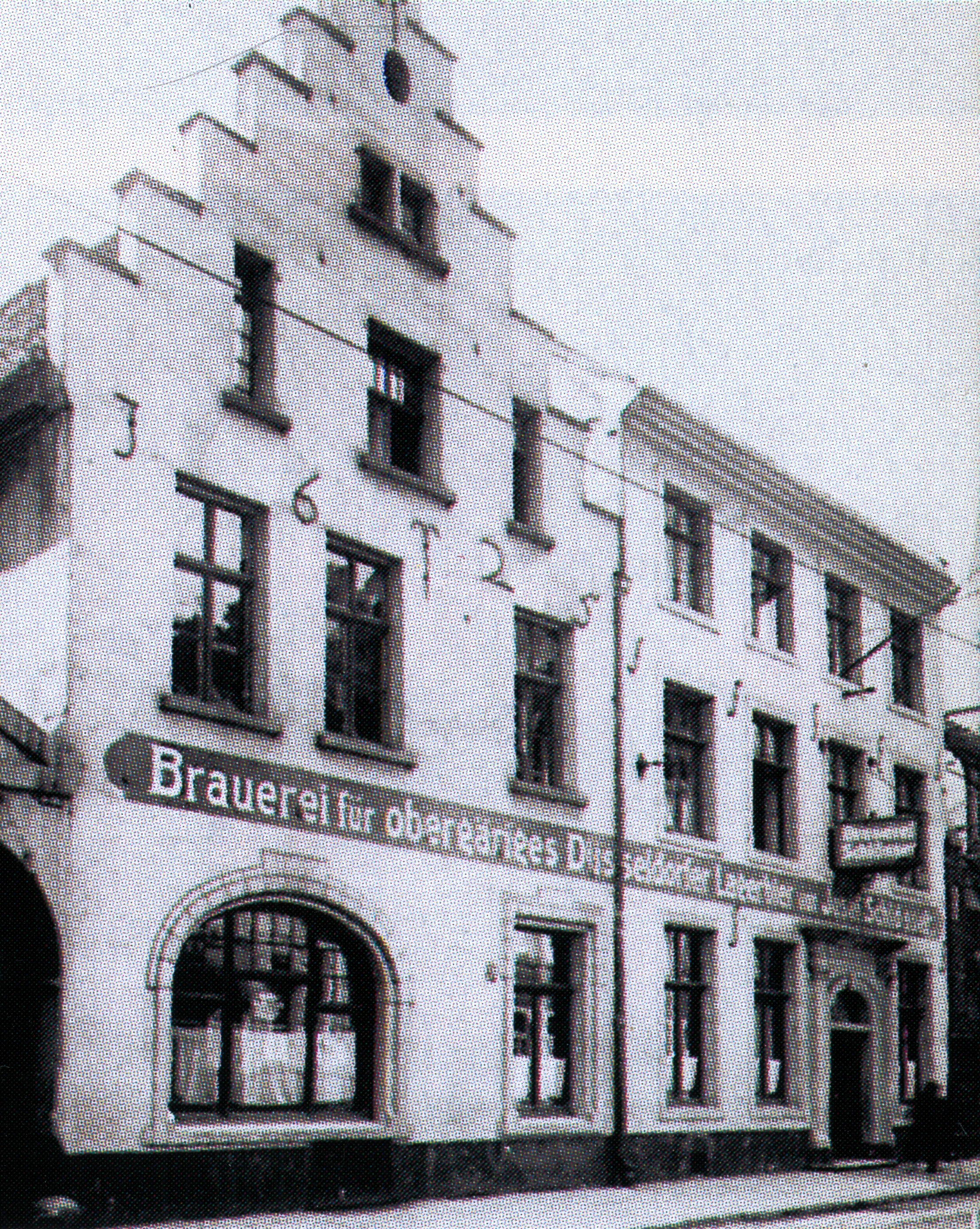
Gebäude

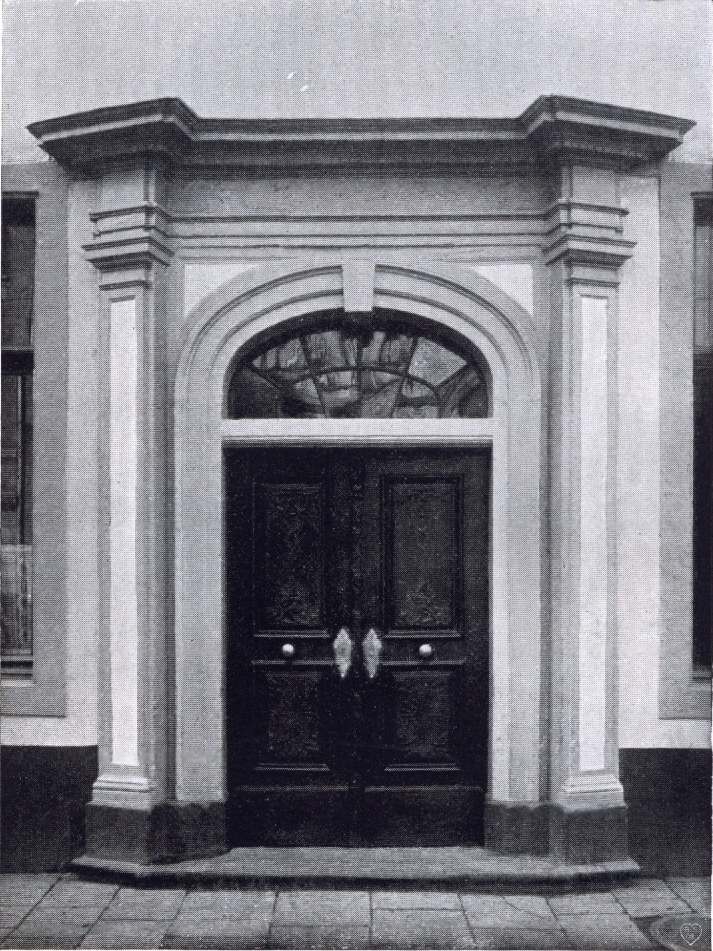
Portal mit Fassade

Das Gebäude der Brauerei Schlösser in Düsseldorf wird von Josef Kleesattel und Paul Sültenfuß beschrieben. Das Stammhaus war das Gebäude Altestadt 11, das von 1889 bis 1900 um die Gebäude Altestadt 3–9 und 13 erweitert wurde. Als letzte Erweiterung erfolgte 1933 der Kauf des Hauses Altestadt Nr. 1.  Im Zweiten Weltkrieg wurde der Gebäudekomplex zerstört.

## Geschichte

### Stammhaus
Die Brauerei entstand 1873, als die Familie Schlösser das Haus Zum neuen Engel an der Altestadt Nr. 11 erwarb und der Bau der Sitz der Brauerei Schlösser wurde. Inge Hufschlag denkt, dass im Haus von Anfang an eine Brauerei war. Dagegen meint August Dahm, dass es in der Umgebung von St. Lambertus bis in das 19. Jahrhundert keine Brauerei gab.
Das Haus Altestadt 11 war von 1833 bis 1844 Wohnung des Oberbürgermeisters Fuchsius und Tagungsstätte des kath. Gesellenvereins gewesen.
Klassizistisch von dem Schloss Benrath beeinflusst war die Tür des Hauses Altestadt 11. Diese zeigte bemerkenswerte Leisten, Füllungen und Türbeschlag: Sie sind „von besonderer Zierlichkeit in der Geschichte des Düsseldorfer Wohnhauses“.

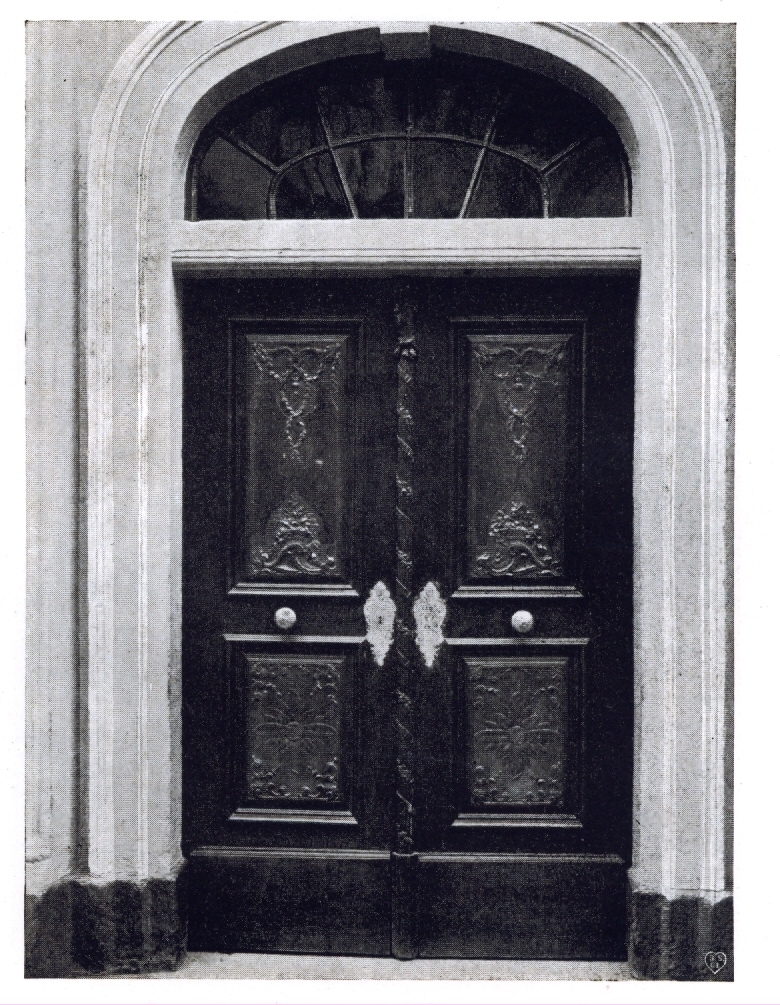
Altestadt 11 (Brauerei Schlösser), Portal
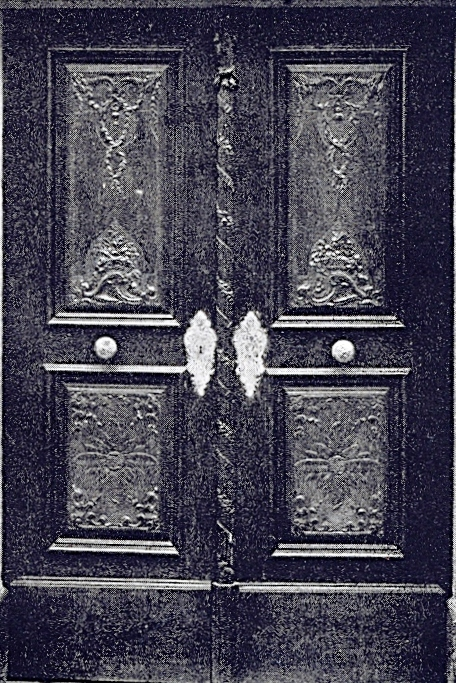
Altestadt 11 (Brauerei Schlösser), Haustür
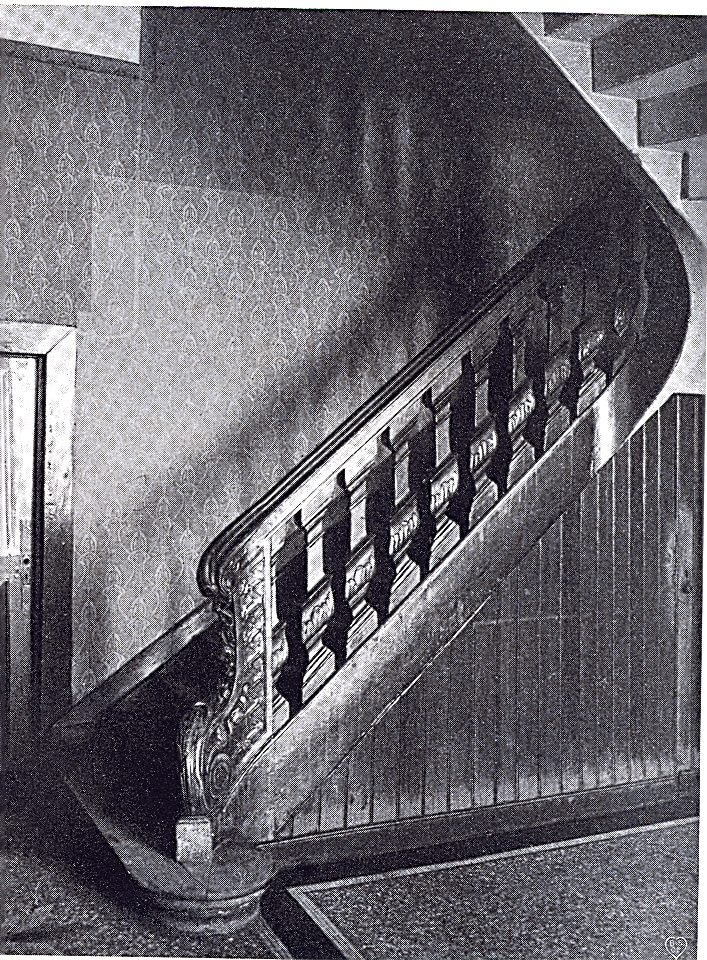
Treppe
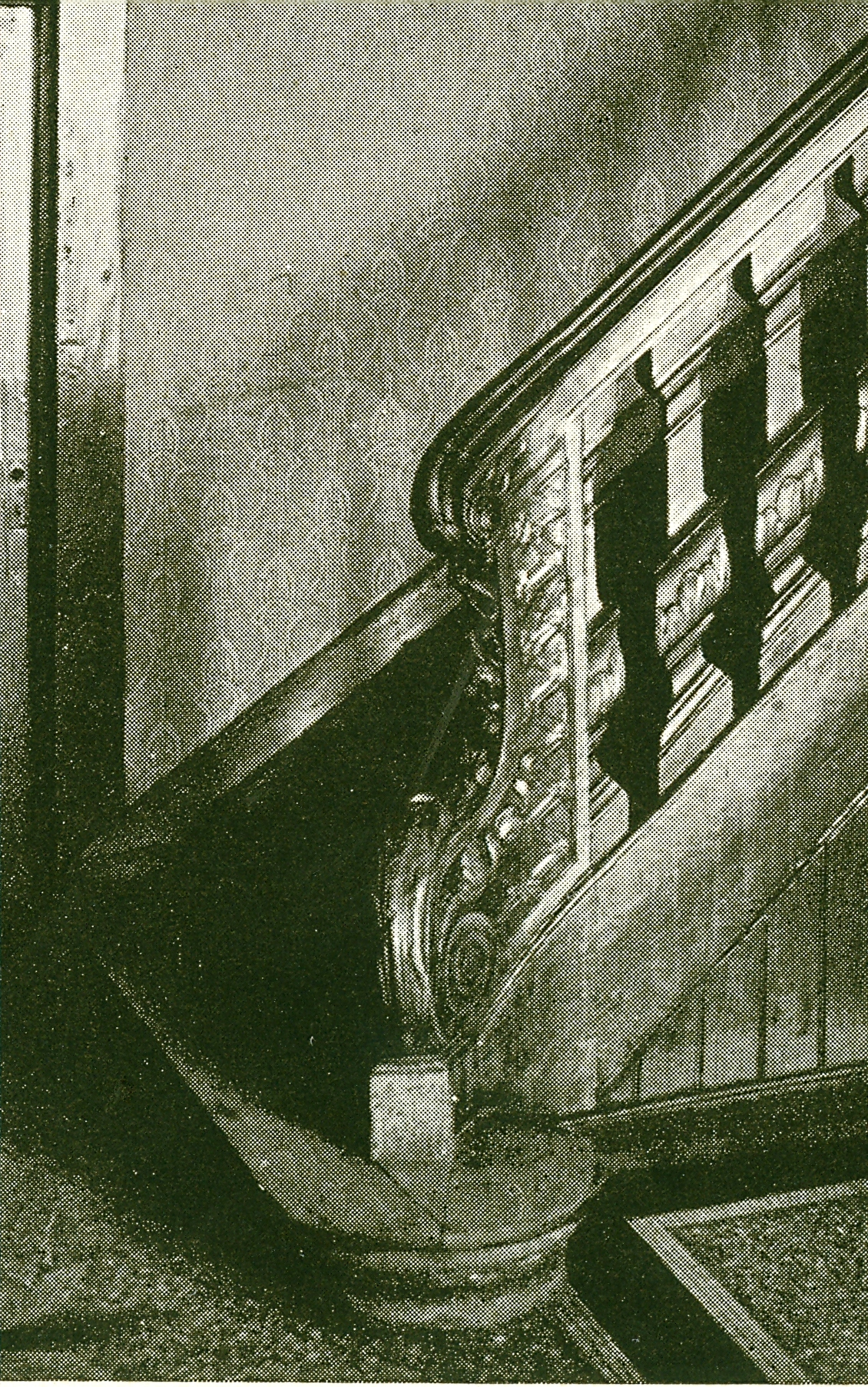
Treppendetail
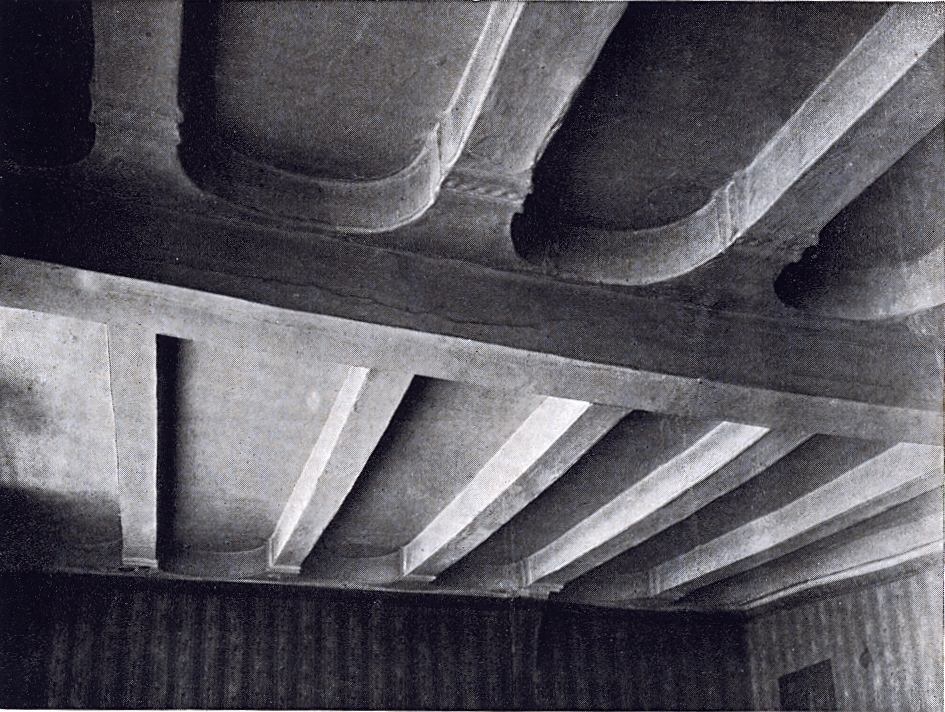
Alte Stuckbalkendecke in Altestadt 3–13 nach dem Vorbild der großen Stuckbalkendecke des Rathaussaales

### Erweiterungen
Zwischen 1889 und 1900 wurden die benachbarten Häuser Altestadt Nr. 13 und danach Nr. 3–9 für Erweiterungen der Brauerei erworben. 1933 folgte noch der Kauf des Hauses Nr. 1. Im Zweiten Weltkrieg wurde der gesamte Gebäudekomplex zerstört.
- Das Haus Altestadt 3, bekannt unter dem Namen Zum heiligen Appollinarius, wurde um 1600 erbaut. Es gehörte 1743 dem Goldschmied Johann Schleuten, der es an die Eheleute Insfeld verkaufte. 1755 übereignete es Dr. med. Johann Carl Insfeld an seinen Stiefvater, den Stadtchirurgen Ludwig Grein. 1839 gehörte es noch der Witwe de Grein, deren Enkel der Maler Sonderland war. Im Haus wohnten zur Miete die Kinder des früheren Stadtcommandanten von Ckladt, der Vicar v. Ckladt auf dem ersten Stock, der Canonicus und seine Schwester Fräulein v. Ckladt auf dem zweiten Stock, im Erdgeschoss lebte der Zuckerbäcker Troost. Das Haus wurde beim Bombardement der Hannoveraner stark beschädigt. Bereits bei der Explosion von 1634 war das Haus beschädigt worden.[9] Zwischen 1889 und 1900 wurde das Haus Nr. 3 für Erweiterungen der Brauerei Schlösser erworben.
- Das Haus Altestadt 5, war 1700 Eigentum der Ehegatten Hofkammerath Nicolaus Voetz und Maria Catharina Schorners, als sie es in ebendiesem Jahre an Gerhard Robertz verkauften. Anfang des 19. Jahrhunderts besaß es der Schöffe Jacob Dewies, bei dem auch das Stiftsfräulein Constanze von Wiese wohnte; in den 1830er Jahren besaß und bewohnte es noch die Familie Dewies. Als Mieter wohnte im ersten Stock Canonicus Waldhausen, auf dem zweiten Stock der Capellmeister Schauseil.[10] Zwischen 1889 und 1900 wurde das Haus Nr. 5 für Erweiterungen der Brauerei Schlösser erworben.
- Das Haus Altestadt 7 gehörte Dominus Johann Portmann, der 1632 dort wohnte und 1626 und 1631 als Ältester der reformierten Gemeinde angehörte. 1704 verkaufte es Johann Conrad Ventt an Johann Worings. Vermutlich ist es das elterliche Haus des „Henricus Petrus Venten pictor“, der sich 1660 in die Rosenkranzbruderschaft einschreiben ließ und 1685 eine Urkunde als „Henrich Peter Vendt, Hofmaler“ unterzeichnete, wobei zu sagen ist, dass 1701 „Conrad Peter Venten Ihrer Churfürstlichen Durchlaucht Hofschlechter“ war. Anfang des 19. Jahrhunderts gehörte es der Familie Spelten, so wohnte im Jahre 1905 der Geistliche Carl Spelten im Haus. Danach war die Familie Meisen Eigentümer des Hauses.[11] Zwischen 1889 und 1900 wurde das Haus Nr. 7 für Erweiterungen der Brauerei Schlösser erworben.
- Das Haus Altestadt 9 wurde im Jahre 1830 durch Überbauung des zum Unterhause gehörigen Torweges vergrößert, es war 1704 Eigentum der Familie von Redinghoven.[12] Zwischen 1889 und 1900 wurde das Haus Nr. 9 für Erweiterungen der Brauerei Schlösser erworben.
- In den Ankern des Hauses Altestadt 13 ist die Jahreszahl 1625 zu lesen. Das Haus hieß „Zum Neuen Engel“. 1840 gehörte es dem Bäckermeister Stübben.[13] Zwischen 1889 und 1900 wurde das Haus Nr. 9 für Erweiterungen der Brauerei Schlösser erworben